# Eric Niehe

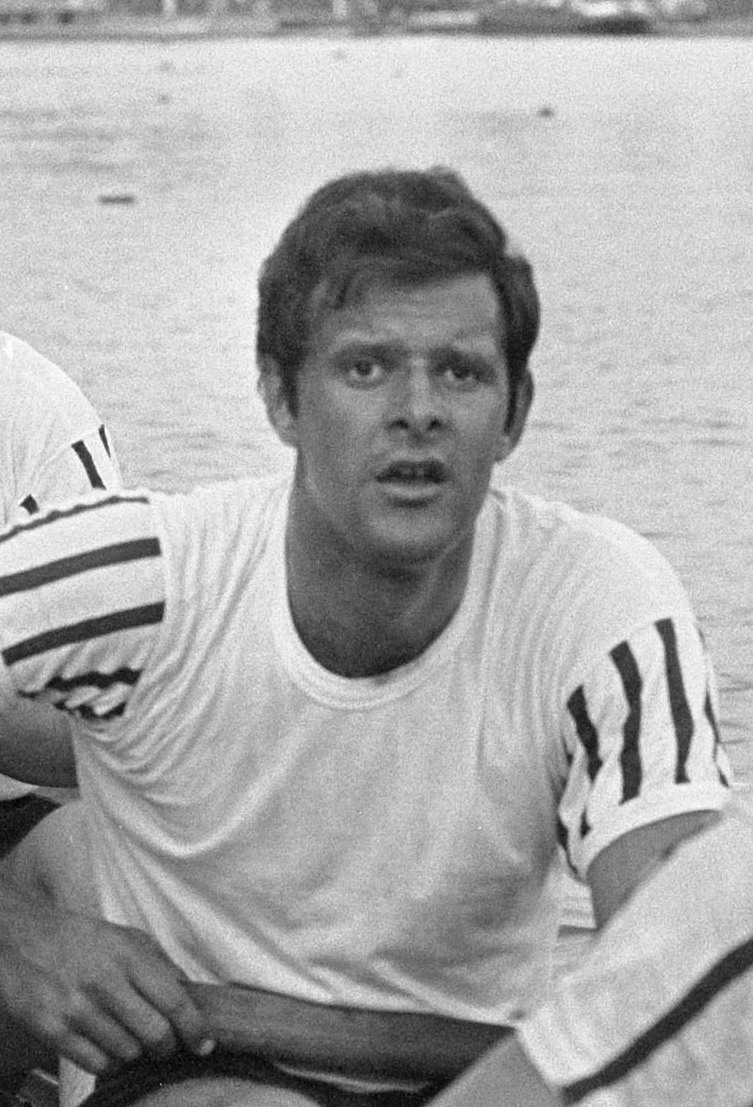
Eric Niehe (1967)

Eric Fransiscus Charles Niehe (* 4. November 1943 in Amsterdam) ist ein ehemaliger niederländischer Ruderer, der nach seiner sportlichen Laufbahn Diplomat wurde.
Der 1,96 m große Eric Niehe von Nereus Amsterdam gewann bei den Weltmeisterschaften 1966 in Bled zusammen mit Maarten Kloosterman, Roelof Luynenburg und Rudolf Stokvis die Bronzemedaille im Vierer ohne Steuermann hinter den Booten aus der DDR und der Sowjetunion. Zwei Jahre später trat Niehe mit dem niederländischen Achter bei den Olympischen Spielen 1968 in Mexiko-Stadt an und belegte den achten Platz.
Niehe studierte Rechtswissenschaft an der Universiteit van Amsterdam und trat nach seinem Studium in den Diplomatischen Dienst. Er war Botschafter der Niederlande in Irland und Ungarn. Von 2003 bis 2007 war er Botschafter in Indien. 2012 wurde Niehe Vorsitzender des Königlich-Niederländischen Ruderverbands (Koninklijke Nederlandsche Roeibond).
Eric Niehes jüngerer Bruder Ivo Niehe war Fernsehmoderator und -produzent.